# Élisabeth Moreno
Élisabeth Moreno (ur. 20 września 1970 w Tarrafal) – francuska polityk, od 2020 roku minister delegowana ds. równości płci, różnorodności i równych szans (przy premierze).

## Biografia
Élisabeth Moreno urodziła się 20 września 1970 roku w Tarrafal w Republice Zielonego Przylądka, na wyspie Santiago. Jest najstarszą z sześciorga rodzeństwa. Jej ojciec był budowlańcem, a matka sprzątaczką. Pod koniec lat 70. jej rodzina wyemigrowała do Francji, z powodu poparzenia jakiego doznała jedna z jej sióstr i która to następnie spędziła dwa lata w szpitalu.
W 1995 roku uzyskała stopień magistra w dziedzinie prawa gospodarczego na Université de Paris XII Val de Marne. Po ukończeniu studiów rozpoczęła pracę w paryskiej kancelarii prawniczej, w której zajmowała się sprawami imigrantów. Od 1991 do 1998 roku pracowała jako dyrektorka Société de Travaux de Construction d’Aménagement et de Réhabilitation Thermique. Pracowała także dla France Télécom, gdzie zarządzała działem sprzedaży. Od 2002 roku, przez dziesięć lat, pracowała dla firmy Dell. W 2007 roku uzyskała MBA w ESSEC Business School oraz na uniwersytecie w Mannheim.
6 lipca 2020 roku została powołana w skład rządu Jeana Castexa na stanowisku ministra delegowanego ds. równości płci, różnorodności i równych szans. Zastąpiła na tym stanowisku Marlene Schiappa.